# Escut (geologia)

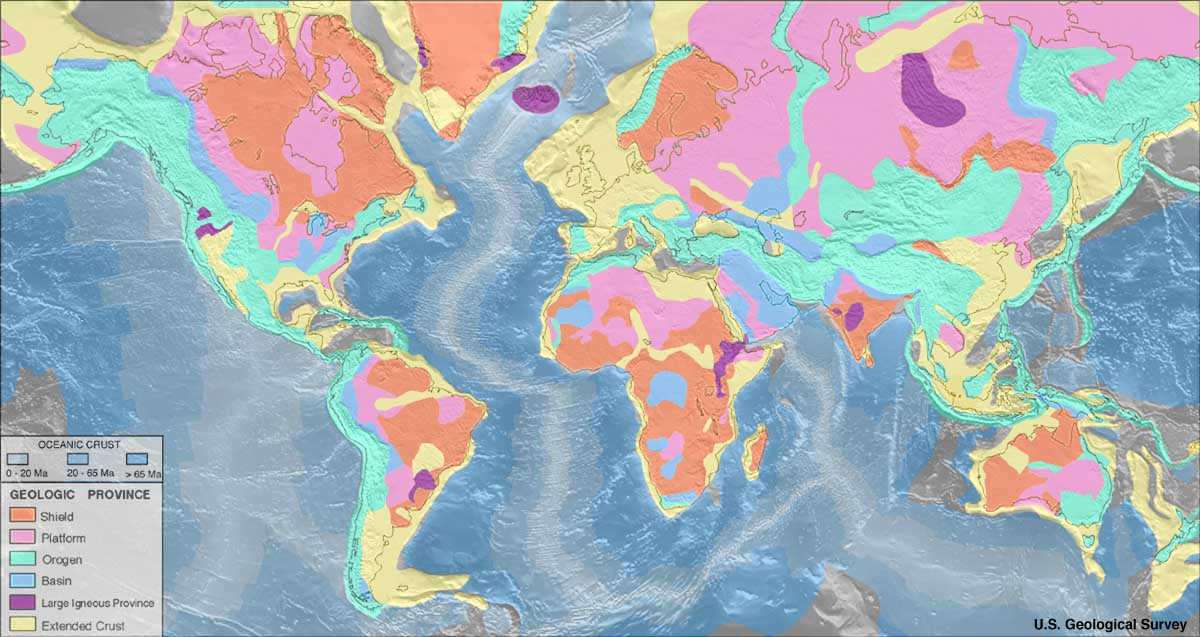
Distribució d'àres o províncies geològiques de la Terra. De color taronja s'hi observen els escuts continentals. (Mapa derivat: USGS)

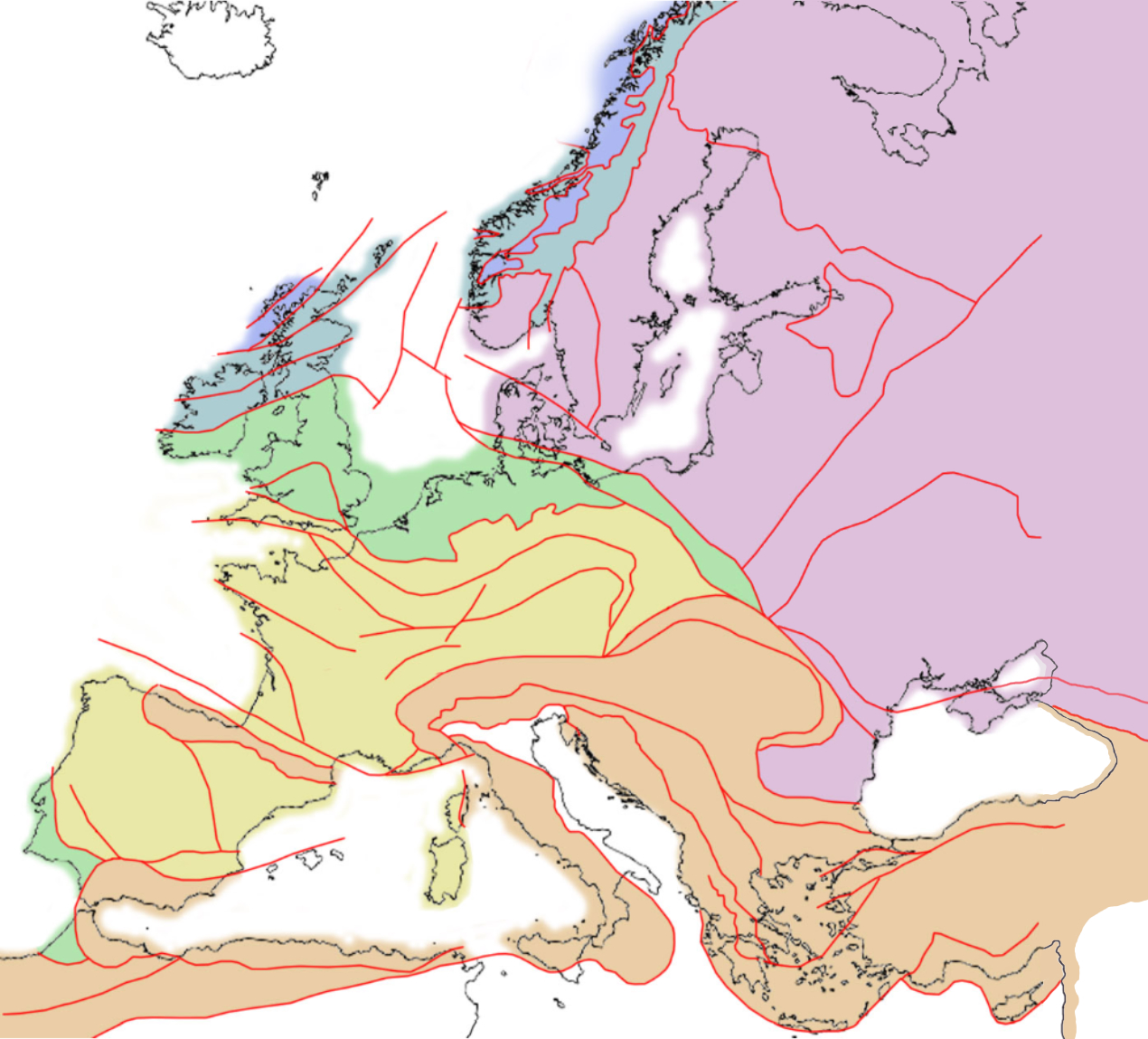
Mapa tectònic d'Europa on s'hi distingeix, de color morat clar, part de l'escut fennoscàndic (Baltic Shield), format a l'època precambriana.

Un escut és una porció regional de l'escorça terrestre que es caracteritza per una estructura lleugerament convexa, i que mostra l'aparició de roques ígnies, granitoides i metamòrfiques com el gneis al seu aflorament. Aquestes àrees es reconeixen per la seva notable estabilitat i formen part d'una unitat litosfèrica més àmplia coneguda com a crató. El terme deriva de l'anglès shield i també és conegut com a escudo en espanyol i bouclier en francès.